# Michel Ferracci-Porri
Pour les articles homonymes, voir Ferracci.
Michel Ferracci-Porri, né Michel Ferracci le 24 septembre 1949 à Ajaccio, est un écrivain français.

## Biographie
Michel Ferracci-Porri a commencé sa carrière dans le tourisme, ainsi que le journalisme touristique et gastronomique. En 1981, avec la libération des ondes, il crée avec son frère le metteur en scène Tony Ferracci et l'écrivain Gonzague Saint Bris, le Pôle Médiatour- Décalage Horaire qui produit des émissions radiophoniques consacrées exclusivement au tourisme et aux voyages et qui sont diffusées sur Paris du dernier étage de l'Hôtel Concorde Lafayette, et sont relayées sur l'ensemble du territoire par quarante stations de radios de province affiliées au Pôle Médiatour.
En 1985, l'un des chroniqueurs de Décalage Horaire, Philippe de Dieuleveult, disparait sur le fleuve Zaïre dans de mystérieuses conditions. Les invités de l'émission sont des personnalités du tourisme, de l'aventure, des voyages et de l'art de vivre, telles que Lucien Barrière, le critique gastronomique Christian Millau, l'écrivain Jacques Lanzmann, Jacques Maillot PDG de Nouvelles Frontières, la chanteuse brésilienne Nazaré Pereira, le sculpteur premier Prix de Rome et navigateur Albert Féraud, Philippe Gloaguen, fondateur et propriétaire du Guide du routard…
Michel Ferracci-Porri a occupé les fonctions de directeur de la communication, directeur du marketing et de la publicité et de directeur commercial de plusieurs chaînes hôtelières telles : Chaînes Primevère, les Résidences hôtelières Citadines et Palm'Inn, des Restoroutes Capucines et de Villages-Vacances. Propriétaire d'établissements hôteliers, il organise et coproduit des spectacles et tournées notamment d'artistes ou de groupes de chants polyphoniques tels que Voce di Corsica, I Muvrini, I Chjami Aghjalesi, Alte Voce, Giramondu, Eric Matteï, Jérome Ciosi, Thomas Dutronc, Antoine Tatiche, I Fratelli, Fabienne Thibeault, Rhoda Scott, Afro-Cuban All-Stars, Ibrahim Ferrer, Compay Segundo, le Grand Orchestre de François Constantin, Chico et les Gypsies…
Depuis 2005, il se consacre exclusivement à sa carrière d'écrivain.
Stéphane Bourgoin a écrit : « Michel Ferracci-Porri est incontestablement l'un des meilleurs auteurs de True crime de France. »

## Littérature
Il publie en 2006 la première biographie consacrée à cette personnalité, intitulée La Môme Moineau, la vie fabuleuse et tragique de la femme la plus riche du monde dont les préfaces sont signées de Laurent Rossi, fils de Tino, et de Laurent Dhotelle, neveu de la Môme Moineau.
En mars 2008, il publie Beaux Ténèbres, la pulsion du mal d'Eugène Weidmann qui raconte la dérive tragique du tueur en série Eugène Weidmann, qui reste dans les mémoires comme ayant été le dernier condamné à mort à être exécuté en public. (Versailles 1939)
En juin 2009 sortie de L'Affaire du fantôme de Heilbronn, qui relate douze années d'enquête de la police européenne concernant une tueuse en série qui aboutira in fine à un gigantesque fiasco politico-judiciaire.
En avril 2015 sortie de L'Affaire Brian Blackwell ou la rage de Narcisse, l'histoire du jeune Brian Blackwell fils parfait, obsédé par le grandiose et l'homérique, mythomane compulsif atteint de graves troubles de la personnalité narcissique qui va se rendre coupable d'un crime abominable. Un drame qui va bouleverser et passionner tout le Royaume-Uni à l'été 2004.
Jacques Pradel écrit en 4e de couverture de l'ouvrage : « Tout au long de son ouvrage intitulé L' Affaire Brian Blackwell ou La Rage de Narcisse l'écrivain nous livre un récit effrayant et d'une étonnante beauté, aux accents de tragédie grecque. Une plongée abyssale dans le cerveau malade et manipulateur d'un serial menteur hors du commun. Un cas unique dans les annales du crime ».

## Gastronomie
En mai 2012 parait La joyeuse encyclopédie anecdotique de la gastronomie, un volumineux ouvrage écrit en collaboration avec Maryline Paoli. Préface de Christian Millau.

## Œuvres
- La môme Moineau : la vie fabuleuse et tragique de la femme la plus riche du monde, Nantes, Normant, 2006
- Beaux-ténèbres : la pulsion du mal d'Eugène Weidmann, Nantes, Normant, 2008
- L'affaire du fantôme de Heilbronn : plongée dans une enquête criminelle hors normes, Nantes, Normant, 2009
- Joyeuse Encyclopédie Anecdotique de la Gastronomie : comment transformer par des noms et des mots savoureux d'incorrigibles gourmands en incollables gourmets !, Nantes, Normant, 2012
- L'Affaire Brian Blackwell ou La Rage de Narcisse, Nantes, Normant, 2015